# Harrison megye (Mississippi)
Harrison megye az Amerikai Egyesült Államokban, azon belül Mississippi államban található. Megyeszékhelye Biloxi, második megyeszékhelye és legnagyobb városa Gulfport. Lakosainak száma 208 621 fő (2020. április 1.). Harrison megye Stone, Jackson, Hancock és Pearl River megyékkel határos.

## Népesség
A megye népességének változása:
| Lakosok száma | 187 797 | 190 850 | 193 702 | 196 500 | 201 410 | 208 621 |
|               | 2010    | 2011    | 2012    | 2013    | 2015    | 2020    |